# Enzyminduktion
Eine Enzyminduktion  beschreibt die Induktion der Genexpression eines Enzyms. Durch eine Enzyminduktion wird die Konzentration eines Enzyms erhöht. Ergänzend zur Enzyminduktion führt eine Enzymaktivierung zu einer Erhöhung der Enzymaktivität. Eine Substanz, die die Induktion hervorruft, wird in der Biochemie als Induktor bezeichnet. Eine Repression der Genexpression als Gegenteil der Enzyminduktion wird durch Repressoren erreicht, daneben kann eine Enzyminhibition erfolgen.

## Enzyminduktion in der Medizin
Den Effekt der Induktion macht man sich beim Abbau von Medikamenten und bei Vergiftungen zunutze, um toxische Substanzen schnellstmöglich zu biotransformieren. Ein Beispiel ist die Induktion des Enzyms Cytochrom P450 durch Johanniskraut. Cytochrom P450 ist für die Verstoffwechselung (Metabolisierung) von zahlreichen Arzneistoffen verantwortlich. Wirkstoffe wie Marcumar, HAART-Medikamente, Antibiotika oder bestimmte orale Verhütungsmittel können dadurch schneller vom menschlichen Organismus abgebaut werden. Es ist daher möglich, dass z. B. bei gleichzeitiger Einnahme von Johanniskraut diese Arzneistoffe für den gewünschten Zeitraum (Pille = 24 Std.) nicht ausreichend wirken können. Weitaus verheerender sind die möglichen Folgen durch kombinierte Einnahme von einem Enzyminduktor und bestimmten Immunsuppressiva. Diese werden häufig nach einer Organtransplantation verordnet und verhindern, dass implantierte Organe abgestoßen werden.
Enzyminhibitoren können eingesetzt werden, um zu verhindern, dass Arzneistoffe zu schnell abgebaut werden. Dadurch spart man an Einsatz von Arzneistoffen z. B. bei sehr teuren Wirkstoffen bzw. bei Wirkstoffen, die in höheren Dosen Nebenwirkungen stärker ausprägen.

### Übersichtsarbeiten zur Enzyminduktion
- J. H. Lin: CYP induction-mediated drug interactions: in vitro assessment and clinical implications. In: Pharm Res., Band 23, Nr. 6, Juni 2006, S. 1089–1116. Review.
- M. Dickins: Induction of cytochromes P450. In: Curr Top Med Chem., Band 4, Nr. 16, 2004, S. 1745–1766.
- M. J. Gómez-Lechón, M. T. Donato, J. V. Castell, R. Jover: Human hepatocytes in primary culture: the choice to investigate drug metabolism in man. In: Curr. Drug Metab., Band 5, Nr. 5, Oktober 2004, S. 443–462.
- C. Handschin, U. A. Meyer: Induction of drug metabolism: the role of nuclear receptors. In: Pharmacol Rev.,  Band 55, Nr. 4, Dezember 2003, S. 649–673.
- E. M. Williamson: Drug interactions between herbal and prescription medicines. In: Drug Saf., Band 26, Nr. 15, 2003, S. 1075–1092.
- A. H. Conney: Induction of drug-metabolizing enzymes: a path to the discovery of multiple cytochromes P450. In: Annu Rev Pharmacol Toxicol., Band 43, 2003, S. 1–30.

### Übersichtsarbeiten zum Mechanismus der Enzyminhibition
- Y. Masubuchi, T. Horie: Toxicological significance of mechanism-based inactivation of cytochrome p450 enzymes by drugs. In: Crit Rev Toxicol., Band 37, Nr. 5, Juni 2007, S. 389–412.
- S. Ferrari: Protein kinases controlling the onset of mitosis. In: Cell. Mol. Life Sci., Band 63, Nr. 7–8, April 2006, S. 781–795.
- S. Zhou, Chan S. Yung, Goh B. Cher, E. Chan, W. Duan, M. Huang, H. L. McLeod: Mechanism-based inhibition of cytochrome P450 3A4 by therapeutic drugs. In: Clin Pharmacokinet., Band 44, Nr. 3, 2005, S. 279–304.

### Lehrbuch
- Hans Marquardt, Siegfried G. Schäfer (Hrsg.): Lehrbuch der Toxikologie 2. Auflage, Wissenschaftliche Verlagsgesellschaft Stuttgart, 2004.